# Arena ITSON
La Arena ITSON es una arena ubicada en Ciudad Obregón, Sonora, México inaugurada en octubre de 2009 por el ITSON y ha servido para eventos deportivos como basquetbol, voleibol, futbol de sala, eventos culturales y cualquier concierto. Es la casa de los  Potros ITSON.

## Historia
La construcción de esta arena estaba contemplada desde enero de 2006. En 2008, el inmueble comenzó a ser construido. La construcción de la arena se realizó en un año y medio y requirió de más de mil 300 personas que obtuvieron trabajo directo e indirecto. La Arena, forma parte también de la estrategia de internacionalización emprendida por el ITSON pues se sumará a una cadena de inmuebles deportivos ubicada en los estados fronterizos de México y Estados Unidos, la zona geográfica de más alto crecimiento demográfico en el mundo. Actualmente, es la arena donde los Potros enfrentan sus juegos en la Liga Nacional de Basquetbol y se han realizado distintos eventos.

## Características
La Arena tiene 3500 butacas fijas, pero su aforo puede ampliarse a 5500 con gradas retráctiles (móviles) que se instalan fácilmente cuando es necesario. Para espectáculos y conciertos, la Arena puede ampliarse su capacidad al aforo máximo: 7500 personas. Además está ubicada en un amplio terreno, gracias a lo cual garantiza la disposición de cuando menos 1500.
La Arena ITSON cuenta con:
- Pantallas gigantes internas y al exterior del inmueble
- Camerinos y vestidores
- Gradas retráctiles a nivel de escenario
- Suites para invitados especiales
- Locales comerciales al interior (alimentos, souvenirs, etc) y al exterior de la arena locales permanentes.
- 4 palcos para 15 personas, 28 palcos para 12 personas.
- 8 suites para 18 personas
- Butaca general para 3006 personas, butaca preferente para 594 personas, asientos retráctil para 1250 personas, y pista para 1910 personas

## Eventos
En la Arena Itson se realizan partidos de basquetbol, voleibol, fútbol de sala y eventos culturales. Se han presentado distintos artistas nacionales e internacionales como:
- Alejandra Guzmán
- Moderatto
- Yuri
- Yuridia
- Camila
- Gloria Trevi
- David Bisbal